# La grande illusione (saggio)
La grande illusione è un saggio economico-politico del liberale Norman Angell, pubblicato nel Regno Unito nel 1909 con il titolo Europe's Optical Illusion e successivamente ampliato e ripubblicato nel 1910 con il titolo The Great Illusion, best seller tradotto in 25 lingue.

## Il libro
La grande illusione a cui allude il titolo del saggio si riferisce alla convinzione molto diffusa in Europa all'inizio del XX secolo che ci sarebbe stata una grande e catastrofica guerra fra le potenze europee, convinzione supportata anche dalla corsa al riarmo navale fra Germania e Regno Unito.
Una delle idee chiave del libro è che l'accrescimento del potere politico e militare di una nazione non aumenta il suo benessere, e diversi fatti lo dimostrano:
1) è un'illusione credere che un invasore possa distruggere completamente una nazione. Nessun paese può danneggiare il commercio di un altro, poiché questo dipende dall'esistenza di ricchezze naturali e da una popolazione in grado di lavorarle; potrebbe annientare il commercio solo sterminando completamente la popolazione, ma se così facesse distruggerebbe il suo stesso mercato effettivo o potenziale.
2) L'interdipendenza economico-finanziaria favorisce la diffusione del benessere. La distruzione del sistema economico e finanziario di uno Stato comporterebbe danni incalcolabili per tutti: "in passato la guerra consentiva al vincitore di possedere i beni degli sconfitti, oggi lo Stato non può causare nemmeno un danno lontanamente analogo a quello dei tempi antichi senza provocare contro se stesso una reazione disastrosa".
3) Il commercio e la finanza poggiano sulla fiducia. Se manca questa, se non vi è fra gli attori il rispetto delle regole del gioco, tutto crolla. La cooperazione non esclude la competizione economica, ma quest'ultima non può essere assimilata al conflitto.
4) Un altro elemento è l'impossibilità per un Paese conquistatore di imporre tributi ai conquistati. Recuperando l'intuizione di David Hume nel saggio On the Balance of Trade (1752), se un Paese vincitore si facesse pagare un'indennità di guerra, tale afflusso d'oro porterebbe necessariamente a un aumento dei prezzi (inflazione), e renderebbe la concorrenza del Paese vinto verso il vincitore più forte di quanto sarebbe stata altrimenti.
5) Se fosse davvero presente un legame indissolubile tra politica ed economia, sarebbero prosperi solo i popoli delle grandi potenze. Angell osserva che così non è: Paesi Bassi, Belgio, Danimarca e Svezia sono altrettanto prospere, se non più ricche, di Germania e Inghilterra.
6) Un'ultima analisi ha a che fare con il colonialismo. Secondo Angell, ormai nessuno Stato, tanto meno la potenza britannica, "possiede" le proprie colonie. Esse nella realtà sono divenute comunità indipendenti, alleate alla madrepatria, ma non più sfruttabili come in passato. Chi ha continuato a sfruttare le colonie da un punto di vista economico le ha perse. Infatti gli inglesi, per conservarle, hanno assecondato il loro desiderio di autonomia. Anche chi ritiene che le colonie servano per aggiungere potere e ricchezza alla madrepatria, deve convenire che non ha alcun senso adottare disposizioni fiscali svantaggiose perché esse impoverirebbero le colonie e "una colonia che non può vender nulla è una colonia che non può comperare: è un cliente perduto".
Le nuove dinamiche del commercio e dell'economia internazionale hanno dunque reso una guerra fra gli Stati non solo inutile ma soprattutto dannosa, sia per i vincitori sia per i vinti. Lo scoppio della prima guerra mondiale nel 1914 ed il suo epilogo dimostrarono che la tesi di Angell non era sbagliata.